# An Quốc
An Quốc (chữ Hán giản thể:安国市, âm Hán Việt: An Quốc thị) là một thành phố cấp huyện thuộc địa cấp thị Bảo Định, tỉnh Hà Bắc, Cộng hòa Nhân dân Trung Hoa. Thành phố này có diện tích 496 ki-lô-mét vuông, dân số 400.000 người. Mã số bưu chính của thành phố An Quốc là 071200. Tên gọi thời cổ là Kỳ Châu. Về mặt hành chính, thành phố An Quốc được chia thành 1 nhai đạo, 5 trấn, 5 hương.
- Nhai đạo: Dược Thị.
- Trấn: Kỳ Châu, Trịnh Chương, Đại Ngũ Nữ, Thạch Phật, Ngũ Nhân Kiều.
- Hương: Minh Quán Điếm, Tây An Quốc Thành, Nam Lâu, Bắc Đoạn Thôn, Tây Phật Lạc.